# Hartsfield-Jackson Atlanta International Airport

Vijf startbanen en zeven terminals

Hartsfield–Jackson Atlanta International Airport (IATA: ATL, ICAO: KATL, FAA LID: ATL), lokaal ook bekend als Atlanta Airport, Hartsfield of Hartsfield–Jackson is een internationale luchthaven 11 km ten zuiden van de zakenwijk van Atlanta, Georgia, Verenigde Staten. Hartsfield–Jackson is de drukste luchthaven ter wereld qua passagiersaantallen sinds 1998 en qua landingen en opstijgingen sinds 2005.
De luchthaven werd opgebouwd in 1925 met een eerste vlucht in 1926.
De luchthaven is vernoemd naar William B. Hartsfield en Maynard Jackson, twee van de voormalige burgemeesters van Atlanta. In 1971 kreeg de luchthaven de naam William B. Hartsfield Atlanta Airport, de huidige naam volgde in 2003. De luchthaven heeft verspreid over zeven terminals 192 gates en vijf parallelle startbanen.  Het luchthaventerrein heeft een oppervlakte van 19 km².
Sinds 2015 passeren jaarlijks meer dan 100 miljoen passagiers de luchthaven. Atlanta is de primaire hub en hoofdkwartier van Delta Air Lines welke maatschappij ook zo'n 70% van alle passagiers die de luchthaven jaarlijks ontvangt, vervoert. Tweede meest gebruikte maatschappij is Southwest Airlines, met een marktaandeel van minder dan 10%. Dagelijks zijn er meer dan 1000 vluchten van Delta, naar 225 binnenlandse en buitenlandse bestemmingen.